# 陈红河
陈红河（1963年4月19日—），河静省干禄县人，1990年7月24日加入越南共产党，礦業学博士。越南政治人物，现任第十三届越共中央委员、政府副总理。

## 生平
1963年，陈红河出生于北越河静省，父亲陈文黄为矿业学教授。陈红河早年就读于苏联莫斯科國立礦業大學，并获得矿业博士学位，其博士论文为《越南採煤技術圖的預測參數》。回国后，长期在越南自然资源与环境部任职，曾担任自然资源与环境部環保司司長，2008年7月，升任自然資源與環境部副部長。2009年2月，调任越共巴地頭頓省党委副書記。2010年7月9日，回到河内，再度出任自然资源与环境部副部長。期间当选第十一届越共中央候补委员，兼任越丹友好协会主席。
2016年4月，被越南政府总理阮春福任命为自然资源与环境部部长。
2023年1月，在第十五届越南国会第二次特别会议上，被任命为越南政府副总理。同年5月，其原本担任的自然资源与环境部部长一职由原越共河江省委书记邓国庆接替。
陈红河是越共第十一届中央委员会候补委员，第十二届、第十三届中央委员会委员，以及越南第十四届国会代表。